# Krkonošská magistrála

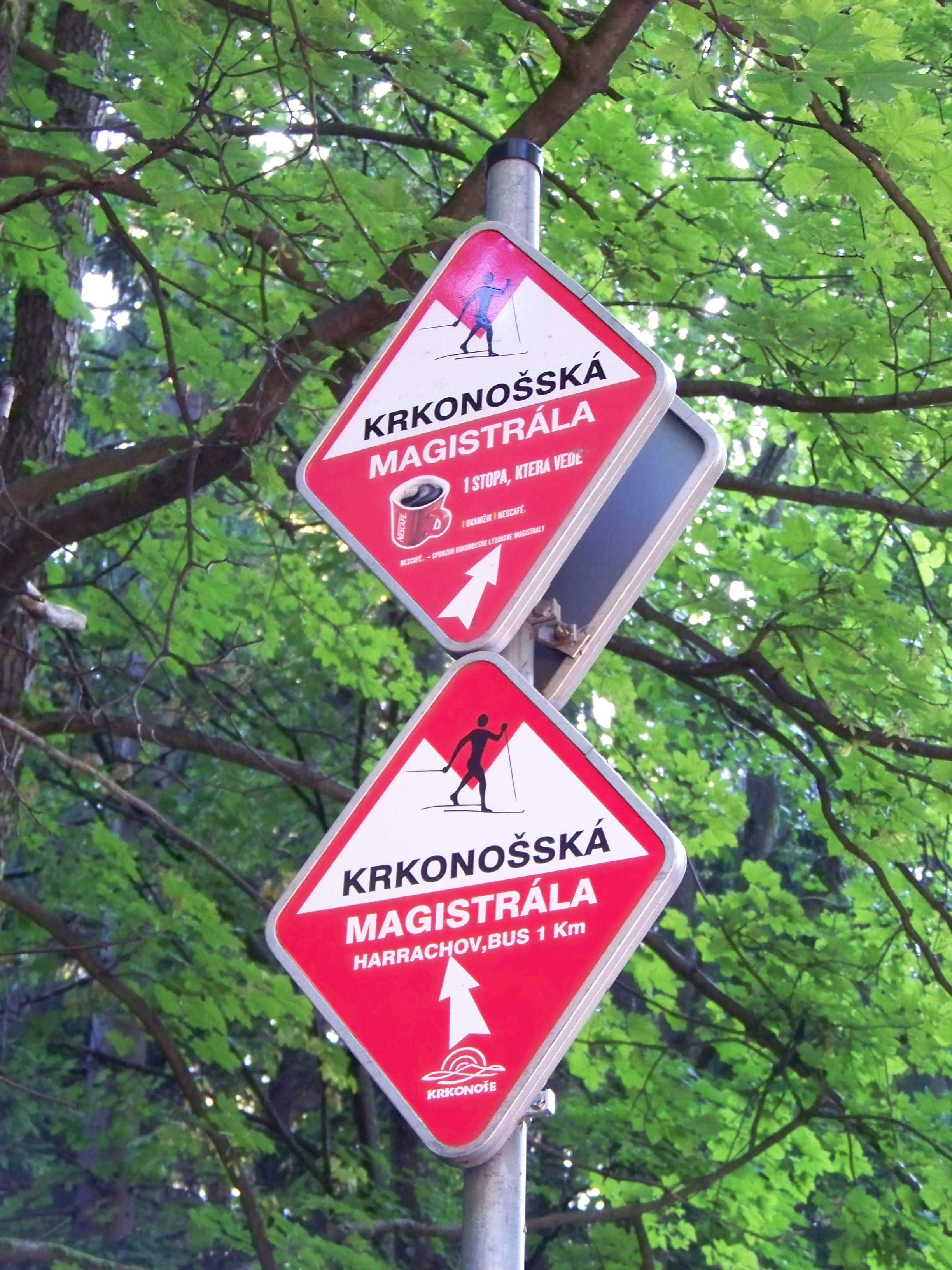
Směrovky Krkonošské magistrály u Mumlavské boudy v Harrachově

Krkonošská lyžařská magistrála je 80 km dlouhá lyžařská cesta přes Krkonoše, která začíná v Harrachově a končí v Žacléři.

## Trasa
Začátek cesty je v Harrachově, odkud podél Mumlavy směřuje ke Krakonošově snídani. Zde se stáčí doleva směrem k Vosecké boudě, dále ke křižovatce U čtyř pánů a odtud na Zlaté návrší k Vrbatově boudě. Zde se nachází nejvyšší bod trasy v nadmořské výšce 1400 metrů. Dále cesta vede po silnici na Horní Mísečky, po modré sjezdovce či vyhlídkové cestě na svahu Medvědína do Špindlerova Mlýna, kde následuje průjezd městem k lyžařskému areálu Svatý Petr. Následně pokračuje přes Krásnou pláň, Klínové boudy, Friesovy boudy, po úbočí Liščí hory k Lesní boudě a dále k horní stanici lyžařského vleku Zahrádky v Peci pod Sněžkou. Poté následuje stoupání přes Lučiny od Kolínské boudy na Černou horu, následně pokračuje na Velké Pardubické boudy, Modré kameny a Krausovy boudy, odkud vede přes Weissovy domky do Horního Maršova. Následuje poslední úsek cesty k Rýchorské boudě, poté po hřebenu a Celní cestě do Horních Albeřic, k Lysečinské boudě a odtud přes Cestník na Pomezní boudy v Malé Úpě. Z Rýchor vede odbočka do Žacléře.